# Orduzu, Malatya
Orduzu là một thị trấn thuộc thành phố Malatya, tỉnh Malatya, Thổ Nhĩ Kỳ. Dân số thời điểm năm 2011 là 12.637 người.